# Modellera
För andra betydelser, se Modell eller Modellering.

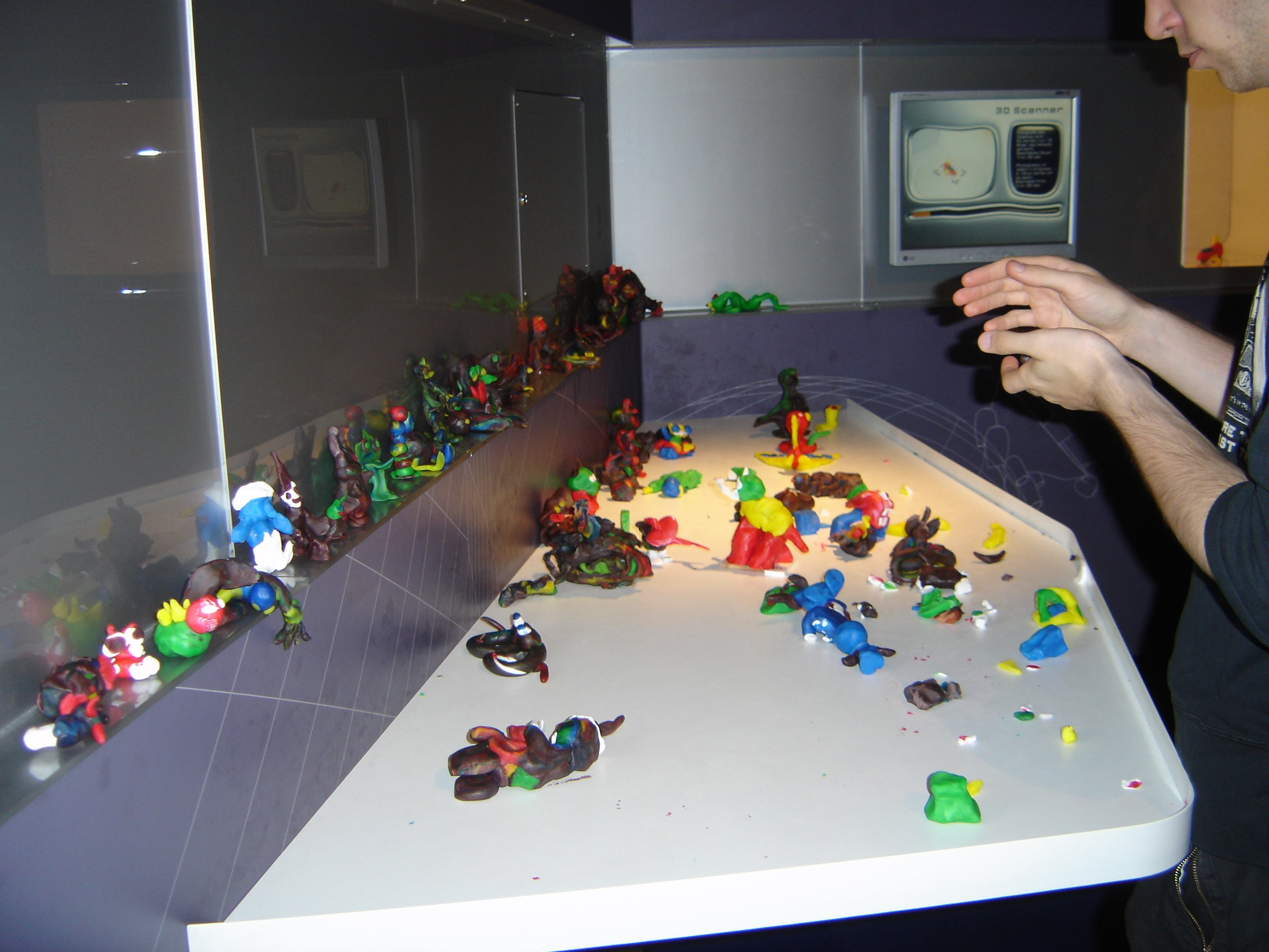
Skapande av modellera.

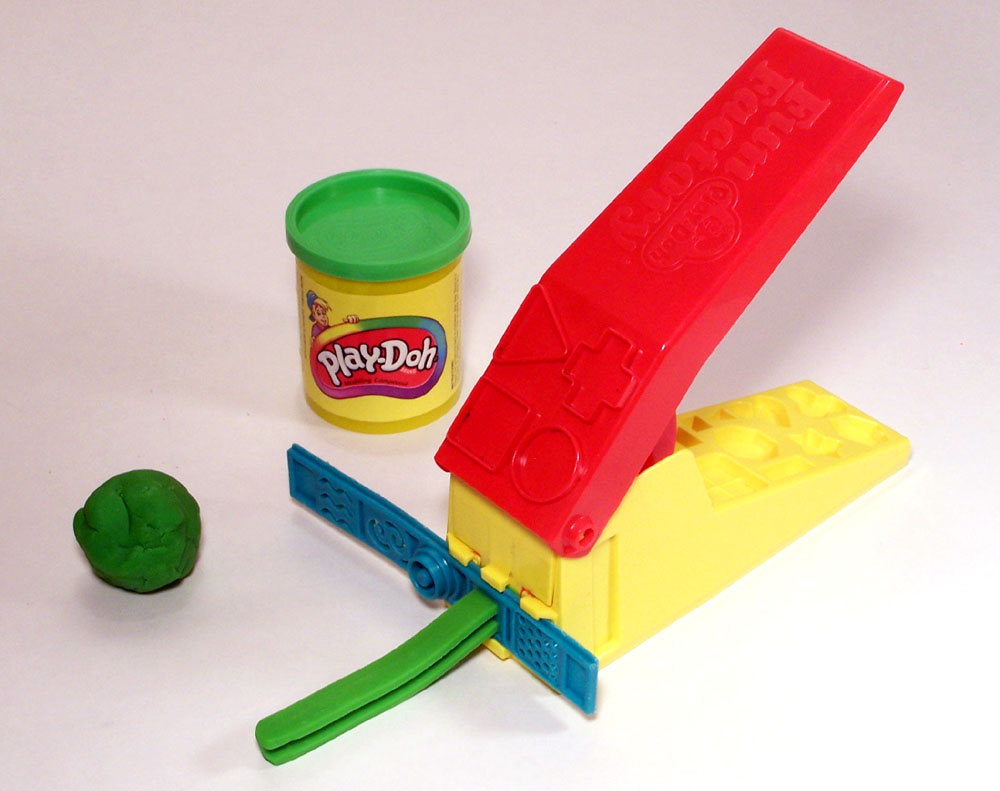
Play-Doh

Modellera är ett material som låter sig skulpteras eller gjutas enkelt.
Modellera finns i flera varianter med olika egenskaper beroende på deras respektive innehåll.

## Typer av modellera
- Keramiska modelleror
  - Lergodslera
  - Stengodslera

- Polymerbaserade modelleror
  - Cernit
  - Super sculpey

- Organiska oljebaserade modelleror
  - Plastellina
  - Play-Doh

- Vaxbaserade modelleror
  - Design-lera, sådan lera som består av en blandning av en keramisk lera samt vax, är vanligt förekommande inom till exempel bilindustrin.